# Missa Solemnis (Beethoven)
Missa solemnis opus 123 van Ludwig van Beethoven is de bekendste missa solemnis. Ze is gecomponeerd in de jaren 1819-1823.
Beethoven schreef zijn Missa solemnis voor de aanstelling van zijn leerling en beschermheer Aartshertog Rudolf tot aartsbisschop van Olmütz in Moravië op 8 maart 1820. Doordat Beethoven zich echter zeer uitvoerig in de tekst van de mis verdiepte, liep het werk ernstige vertraging op. Tijdens de totstandkoming kwam Beethoven vervolgens in geldnood. Dit leidde tot twee dingen: enerzijds presenteerde Beethoven het Kyrie, het Credo en het Agnus Dei als 'wereldlijke' hymnen, die al concertant werden uitgevoerd voordat de mis in zijn geheel klaar was. Deze delen werden ook gespeeld in mei 1824 in het concert dat ook de eerste uitvoering van de negende symfonie bevatte. Anderzijds stuurde hij deze drie delen rond aan potentiële geldschieters, met de bedoeling dat zij hem financieel zouden ondersteunen tijdens de totstandkoming van de rest van de missa.
Een Russische prins, die zeer onder de indruk van het werk was, nam uiteindelijk de uitdaging aan, op voorwaarde dat de première van het stuk in Sint-Petersburg zou plaatsvinden. Zo geschiedde in oktober 1824. Deze integrale uitvoering van de Missa solemnis zou de enige zijn die tijdens het leven van Ludwig van Beethoven plaatsvond.
Het koorwerk is berucht vanwege de complexiteit en de zeer hoge technische moeilijkheidsgraad. Tekenend in dit verband is de uitspraak van dirigent John Eliot Gardiner, die het stuk 'het koorzangersequivalent van het beklimmen van de Mount Everest' noemde, 'maar dan zonder zuurstofmasker'.